# Jerobeam II.

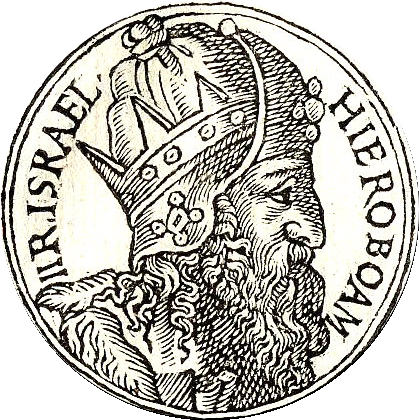
Phantasiedarstellung Jerobeam II. aus „Promptuarii Iconum Insigniorum“

Jerobeam II. (hebräisch יָרָבְעָם, Jāroḇʿām) war von 781 bis 742 vor Christus der letzte bedeutende König des Nordreichs Israel. Seine Herrschaft fiel mit der von Amazja und Usija, den Königen von Juda, zusammen.

## Datierung
Der Archäologe William F. Albright datiert die Amtszeit Jerobeams II. auf 786 bis 746 vor Christus, während der Theologe Edwin R. Thiele ihn als Koregenten mit Joasch von 793 bis 782 ansieht und als alleinigen König von 782 bis 753 v. Chr.

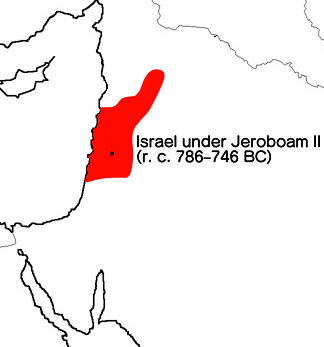
Die wahrscheinliche territoriale Ausdehnung des Nordreichs Israel unter Jerobeam II.

## Etymologie
Der hebräische Personenname יָרָבְעָם jāråv‘ām „Jerobeam“ ist ein Verbalsatzname, bestehend aus Subjekt und Prädikat. Subjekt ist das theophore Element עָם ‘ām, deutsch ‚Vaterbruder‘, für das Prädikat kommen zwei verschiedene Ableitungen infrage, nämlich entweder von der Verbwurzel רבב rbb, deutsch ‚groß sein‘ oder von der Verbwurzel רוב rûb, deutsch ‚Recht verschaffen‘ (eine Nebenwurzel zu ריב rîb mit identischer Bedeutung). Es handelt sich jeweils um eine Form 3. Person Singular maskulin im Imperfekt. Übersetzt heißt der Name demnach entweder „Vaterbruder ist groß“ oder „Vaterbruder hat recht verschafft“. Die Septuaginta gibt den Namen als Ιεροβοαμ Ieroboam wieder, die Vulgata als Hieroboam.

## Regierung
Da das Reich von Aram (Damaskus), das sich großer Gebiete Israels bemächtigt hatte, im Niedergang begriffen war, konnte Jerobeam II. die alten Grenzen Israels wiederherstellen und außerdem erweitern. Unter Jerobeam scheint das Reich Israel eine wirtschaftliche Blüte erlebt zu haben (2 Kön 14,23–29 ). Zugleich treten allerdings die Propheten Hosea und Joel auf, die insbesondere die soziale Ungleichheit beklagen. Jona hingegen prophezeit ihm die Wiederherstellung der alten Grenzen (2 Kön 14 ), während Amos ihm jedoch verkündet, dass er die Gnade Gottes verloren habe (Am 6,13–14 ).

## Archäologie
1910 wurden im Palast von Samaria Ostraka gefunden, die Jerobeams Namen tragen und belegen, dass er mindestens 17 Jahre regiert haben muss. Sie beschreiben in hebräischer Sprache die Lieferung von Agrarprodukten an den Königshof sowie Namenslisten königlicher Beamter. Feingeschnitzte Elfenbeintäfelchen zeugen von phönikischem kulturellem Einfluss. Das Siegel eines Schema mit der Darstellung eines brüllenden Löwen trägt die Inschrift:
Gehört Schema, dem Diener Jerobeams.
In Hasor und Megiddo belegen archäologische Funde, wie zum Beispiel das unterirdische Wasserversorgungssystem, die Stadttore und die Befestigungen, die rege Bautätigkeit und eine entwickelte Palastbürokratie zur Zeit der Königsherrschaft Jerobeams.
Aus archäologischer Sicht scheint das Reich Israel unter Jerobeam wohlhabender als je zuvor gewesen zu sein – im späten 8. Jahrhundert vor Christus sollen rund 350.000 Menschen innerhalb seiner Grenzen gelebt haben, was einer dichteren Besiedelung als anderer Teile der Levante entspricht. Die Zahl an Siedlungen, die sich der Oliven(öl)produktion widmeten (identifiziert durch Überreste von Pressen), stieg stark an. Auch Wein scheint mit Ägypten (Dritte Zwischenzeit) und Assyrien (Assyrisches Reich) gehandelt worden zu sein.